# 厄瑞克透斯
厄瑞克透斯（Erechtheus，希臘文：Ἐρεχθεύς）是傳說中的一位雅典國王。他是潘狄翁一世與宙克西珀的兒子。
厄瑞克透斯在位時雅典與波賽頓之子歐莫爾波斯率領的埃琉西斯人發生戰爭，厄瑞克透斯根據神諭獻祭了自己的女兒以求勝利。最終厄瑞克透斯戰勝並殺死歐莫爾波斯，結果被波賽頓用三叉戟擊斃。他的繼任者是弟弟凱克洛普斯二世與姪子潘狄翁二世。